# Txiki Begiristain
Aitor 'Txiki' Begiristain Mujika, född 12 augusti 1964 i Olaberria i Gipuzkoa, är en före detta fotbollsspelare som spelade vänsterytter/anfallare för bland annat Real Sociedad och FC Barcelona. Han hade en lyckad tid hos Barcelona där han var med och vann fyra ligatitlar samt Europacupen 1992.
Han representerade det spanska landslaget vid 22 tillfällen och gjorde sex mål. Han avslutade sin spelarkarriär 1999 i Urawa Red Diamonds i Japan.
Efter sin spelarkarriär började Txiki arbeta för Televisió de Catalunya, efter det började han arbeta som sportchef för FC Barcelona där han bland annat ansvarade för värvningarna av stjärnorna Ronaldinho och Samuel Eto'o. Där arbetade han mellan från 2003 till 2010, då Andoni Zubizarreta tog över jobbet.
Den 28 oktober 2012 tog Txiki över uppdraget som sportchef för Manchester City FC

## Meriter

### Real Sociedad
- Spanska Supercupen: 1982
- Spanska Cupen: 1986–87; Silver 1987–88

### Barcelona
- Europa Cupen: 1991–92
- Spanska Ligan: 1990–91, 1991–92, 1992–93, 1993–94
- Cupvinnarcupen i fotboll: 1988–89
- UEFA Super Cup: 1992
- Spanska Cupen: 1989–90
- Spanska Supercupen: Silver 1988, 1990, 1993

### Deportivo
- Spanska Supercupen: 1995